# Сапега, Павел Иванович (умер в 1579)
Па́вел Ива́нович Сапе́га (около 1490—1579) — государственный и военный деятель Великого княжества Литовского. Державца браславский в 1517—1547 годах, маршалок господарский в 1519—1557, воевода подляшский в 1556—1558 и новогродский с 1558.

## Биография
Представитель коденьской линии рода Сапег герба «Лис», сын Ивана Сапеги от его первой жены. Учился в Краковском университете.
Участвовал в войне 1534—1535 с Великим княжеством Московским, а также в войне 1558—1583 с Русским царством в кампании 1561 года .
Выступал против заключения Люблинской унии 1569 года, но акт унии всё же подписал.

## Семья
Был женат дважды. Его первой супругой стала Елена Юрьевна Гольшанская (ум. до 1557), дочери князя Юрия Ивановича Гольшанского (ум. 1536) и Марии Андреевны Сангушко. От первого брака имел трёх сыновей и трёх дочерей:
- Александр
- Николай (ум. 1599), воевода минский, берестейский и витебский
- Богдан (ум. 1593), каштелян брестский и смоленский, воевода минский
- Богдана, жена князя Ивана Соломерецкого
- Теодора, 1-й муж дворянин господарский Адам Чиж, 2-й муж маршалок и писарь господарский Остафий Волович
- Марина, жена подкомория полоцкого Оникея Корсака.

Вторым браком женился на Александре Александровне Ходкевич (ум. ок. 1583), дочери воеводы новогрудского Александа Ивановича Ходкевича (ок. 1475—1549) и Василисы Ярославны Головчинской (ум. 1552). Дети от второго брака:
- Андрей (ум. 1621), воевода полоцкий и смоленский
- Василиса, жена конюшего великого литовского Якуба Пясецкого
- Регина, жена воеводе венденского Мацея Дембицкого
- Марина, жена писаря великого литовского Николая Ясинского

Павел Сапега был похоронен в церкви святой Троицы в Вильне.